# Monica Abbott
Pour les articles homonymes, voir Abbott.
Monica Cecilia Abbott (20 juillet 1985 - ) est une joueuse de softball américaine. Durant les Jeux olympiques d'été de 2008, elle remporta une médaille d'argent avec l'équipe américaine de softball.
Elle est médaillée d'or des Jeux panaméricains de 2019.